# Установка дегідрогенізації пропану в Тяньцзіні
Установка дегідрогенізації пропану в Тяньцзіні — виробництво нафтохімічної промисловості в Китаї, перша установка такого призначення в історії нафтохімічної галузі країни.
Завдяки «сланцевій революції» в США на світовому ринку з'явився великий ресурс доступних для експорту зріджених вуглеводневих газів, зокрема пропану. Водночас у Китаї реалізовувались численні нафтохімічні проекти, що створювало попит на пропілен. Для задоволення останнього споруджували як установки парового крекінгу, так і установки дегідрогенізації пропану. Серед останніх першим за часом введення стало виробництво в Тяньцзіні (велике портове місто неподалік від Пекіна, на узбережжі Жовтого моря), яке ввела в експлуатацію у 2013 році компанія Tianjin Bohai Chemical Industry.
Для установки обрали технологію компанії Lummus, що станом на кінець 2010-х є другою за поширеністю в світі після розробки компанії UOP (Honeywell). Потужність виробництва становить 600 тисяч тонн пропілену на рік, що на момент запуску було другим показником у світі після заводу в Х'юстоні. Продукований в Тяньцзіні пропілен спрямовується на заводи з випуску оксоспиртів та епоксипропану, які належать тій же Tianjin Bohai Chemical.
Ще на етапі будівництва власник установки уклав багаторічний контракт на постачання пропану з експортного терміналу на узбережжі Мексиканської затоки в США. Втім, могли використовуватись поставки й з інших країн, наприклад, перед запуском дві перші партії отримали з Об'єднаних Арабських Еміратів та Алжиру.
Можливо відзначити, що первісно Tianjin Bohai Chemical планувала спорудити на тій же площадці другу установку дегідрогенізації такої ж потужності. Проте станом на 2017 рік ці плані були скасовані на користь спорудження заводу з виробництва олефінів із вугілля.